# ولادیمیروفکا (سرزمین آلتای)
ولادیمیروفکا (به لاتین: Vladimirovka) یک منطقهٔ مسکونی در روسیه است که در سرزمین آلتای واقع شده‌است.